# Copa nacional de fútbol
La Copa Nacional de Fútbol o Campeonatos Nacionales de Copa son competiciones de fútbol que se desarrollan a nivel nacional y de forma paralela y alternativa a los campeonatos nacionales de liga.
Aunque las características de una competición futbolística de copa varían de acuerdo al país en el cual se dispute el torneo, suelen compartir dos elementos en común:
- Se permite la participación de la mayor cantidad posible de equipos de fútbol en la competición, sin importar su estatus como equipo aficionado, semiprofesional o profesional o la división en la que se encuentre, ya sea Primera División o divisiones inferiores.
- Se establece un sistema de eliminación directa como fórmula para limitar la duración de la competición de forma razonable (por lo general, a un año) en consideración al gran número de participantes en el torneo.

Debido a las características antes mencionadas, y en contraposición al sistema de liga en donde se premia al equipo de fútbol con mayor regularidad durante un tiempo determinado, el sistema de copa favorece a los equipos que llegan a un partido determinado en mejor forma física, mental o futbolística que su rival, siendo posible que equipos futbolísticamente superiores sean eliminados por contrincantes de menor nivel, incluso en fases tempranas de la competición.
En la actualidad, la Copa Doméstica es considerada el segundo torneo de fútbol más importante a nivel nacional en cualquier país, tras la competición de liga de Primera División. La siguiente es una lista de copas nacionales de fútbol.

## AFC (Asia)
- Copa del Príncipe de la Corona Saudí y Copa del Rey de Campeones.
- FFA Cup.
- Copa de Palestina.
- Copa del Rey de Baréin.
- Copa Federación de Bangladesh.
- Copa FA de Brunéi.
- Copa Hun Sen.
- Copa del Emir de Catar.
- Copa de China.
- Copa de Corea del Norte.
- Korean FA Cup.
- Copa Presidente.
- Copa Paulino Alcántara.
- Guam FA Cup.
- Copa FA de Hong Kong.
- Copa Federación de la India y  Copa Durand.
- Piala Indonesia.
- Copa Hazfi.
- Copa de Irak.
- Copa del Emperador.
- Copa de Jordania.
- Copa de Kirguistán.
- Copa del Emir (Kuwait), Copa de la Corona de Kuwait y Copa Federación de Kuwait.
- Copa del Líbano.
- Copa FA Malasia.
- Copa FA de Maldivas.
- Copa del Sultán Qabus.
- Copa de Pakistán.
- Copa de Singapur.
- Copa de Siria.
- Copa FA de Sri Lanka.
- Copa de Tailandia de fútbol.
- Copa de Tayikistán.
- Copa de Turkmenistán.
- Copa de Uzbekistán.
- Copa de Vietnam.
- Copa Presidente de Yemen.

## CAF (África)
- Copa angoleña de fútbol.
- Copa de Argelia.
- Copa de Benín.
- Copa Desafío de Botsuana.
- Copa de Burkina Faso.
- Copa de Burundi.
- Copa Caboverdiana de Fútbol.
- Copa de Camerún.
- Copa de Chad.
- Copa de las Comoras.
- Copa de Costa de Marfil.
- Copa de Egipto.
- Copa de Eritrea.
- Copa etíope de fútbol.
- Copa Interclubes de Gabón.
- Copa de fútbol de Gambia.
- Copa de Ghana.
- Copa Nacional de Guinea.
- Taça Nacional de Guinea-Bissau.
- Copa de Guinea Ecuatorial.
- Copa de Kenia.
- Copa Independencia de Lesoto.
- Copa de Liberia.
- Copa de Libia.
- Copa de Madagascar.
- Copa de Malaui.
- Copa de Malí.
- Copa del Trono.
- Copa de Mauricio.
- Copa mauritana de fútbol.
- Taça de Mozambique.
- Copa de la Asociación de Fútbol de Namibia.
- Copa de Níger.
- Copa de Nigeria.
- Copa de la República Centroafricana.
- Copa de Congo de Fútbol.
- Copa de Congo.
- Copa de las Islas Reunión.
- Copa de Ruanda.
- Copa Nacional de Santo Tomé y Principe.
- Copa senegalesa de fútbol.
- Copa de Seychelles.
- Copa de Sierra Leona.
- Copa de Somalia.
- Copa de Suazilandia.
- Copa de Sudáfrica.
- Copa de Sudán.
- Copa de Sudán del Sur.
- Nyerere Cup.
- Copa de Togo.
- Copa de Túnez.
- Copa de Uganda.
- Copa de Yibuti.
- Copa de Zanzíbar.
- Copa de Zimbabue.

## Concacaf (Norteamérica, Centroamérica y el Caribe)
- Copa de Anguila.
- Copa FA de Antigua y Barbuda.
- Torneo Copa Betico Croes.
- Copa Presidente de Bahamas.
- Barbados FA Cup.
- Copa de Belice.
- Copa FA de Bermudas.
- Copa Voyageurs.
- Copa de Costa Rica.
- Copa de Dominica.
- Copa El Salvador.
- Copa Primera.
- Lamar Hunt U.S. Open Cup.
- Copa de Granada.
- Copa de Guadalupe.
- Copa de Guatemala.
- Copa de Guayana Francesa.
- Copa Mayors.
- Copa de Haití.
- Copa de Honduras.
- Copa FA de las Islas Caimán.
- Copa de las Islas Turcas y Caicos.
- Copa Terry Evans.
- Copa de las Islas Vírgenes Estadounidenses.
- Copa de Jamaica.
- Copa de Martinica.
- Copa MX.
- Copa Dominicana de Fútbol.
- Copa Nacional de San Cristóbal y Nieves.
- Coupe de Noél.
- Copa de Santa Lucia.
- Copa de Surinam.
- Copa Trinidad y Tobago.

## Conmebol (Sudamérica)
| - Copa Argentina. - Copa Bolivia. - Copa de Brasil. - Copa Chile. - Copa Colombia. | - Copa Ecuador. - Copa Paraguay. - Copa LFP - FPF. - Copa AUF Uruguay. - Copa Venezuela. |

## OFC (Oceanía)
| - Copa de Fiyi. - Copa Islas Cook. - Copa de Nueva Caledonia. | - Copa Chatham. - Copa de Tahití. - Copa NBT. |

## UEFA (Europa)
- Copa de Albania.
- Copa de Alemania.
- Copa Constitució.
- Copa de Armenia.
- Copa de Austria.
- Copa de Azerbaiyán.
- Copa de Bélgica.
- Copa de Bielorrusia.
- Copa de Bosnia y Herzegovina.
- Copa de Bulgaria.
- Copa de Chipre.
- Copa de Croacia.
- Copa de Dinamarca.
- Copa de Escocia.
- Copa de Eslovaquia.
- Copa de Eslovenia.
- Copa del Rey.
- Copa de Estonia.
- Copa de Finlandia.
- Copa de Francia.
- Copa de Gales.
- Copa de Georgia.
- Rock Cup.
- Copa de Grecia.
- Copa de Hungría.
- FA Cup
- Copa de Irlanda.
- Copa de Irlanda del Norte.
- Copa de Islandia.
- Copa de Islas Feroe.
- Copa de Israel.
- Copa Italia.
- Copa de Kazajistán.
- Copa de Kosovo.
- Copa de Letonia.
- Copa de Liechtenstein.
- Copa de Lituania.
- Copa de Luxemburgo.
- Copa Maltesa.
- Copa de Macedonia.
- Copa de Moldavia.
- Copa de Montenegro.
- Copa de Noruega.
- Copa de los Países Bajos.
- Copa de Polonia.
- Copa de Portugal.
- Copa de la República Checa.
- Copa de Rumania.
- Copa de Rusia.
- Copa Titano.
- Copa de Serbia.
- Copa de Suecia.
- Copa Suiza.
- Copa de Turquía.
- Copa de Ucrania.

## Sin afiliación
| - Coupe de Mayotte. - Federasyon Kupası. |

## Copas domésticas extintas

### Asia
- Copa del Primer Ministro.

### África
- Copa de Zambia.

### Norteamérica
- Copa Presidente.
- Copa Tower Copa Eliminatoria.
- Copa de Puerto Rico.
- TT Classic.

### Oceanía
- Copa Presidente FFAS
- VFF Bred Cup
- White Ribbon Cup

### Europa
- Copa de la República Democrática Alemana.
- Copa de Checoslovaquia.
- Copa de la Unión Soviética.
- Copa de Serbia y Montenegro.
- Copa de Yugoslavia.

### Sudamérica
- Copa de la República
- Copa de Campeones.
- Copa Apertura de Chile
- Torneo República
- Torneo Intermedio 2011, Torneo Plácido Galindo, Copa Presidente de la República 1970, Torneo del Inca, Copa Bicentenario
- Torneo de Copa (Uruguay), Campeonato Nacional General Artigas